# Xã Cameron, Quận Hall, Nebraska
Xã Cameron (tiếng Anh: Cameron Township) là một xã thuộc quận Hall, tiểu bang Nebraska, Hoa Kỳ. Năm 2010, dân số của xã này là 198 người.